# Transputer

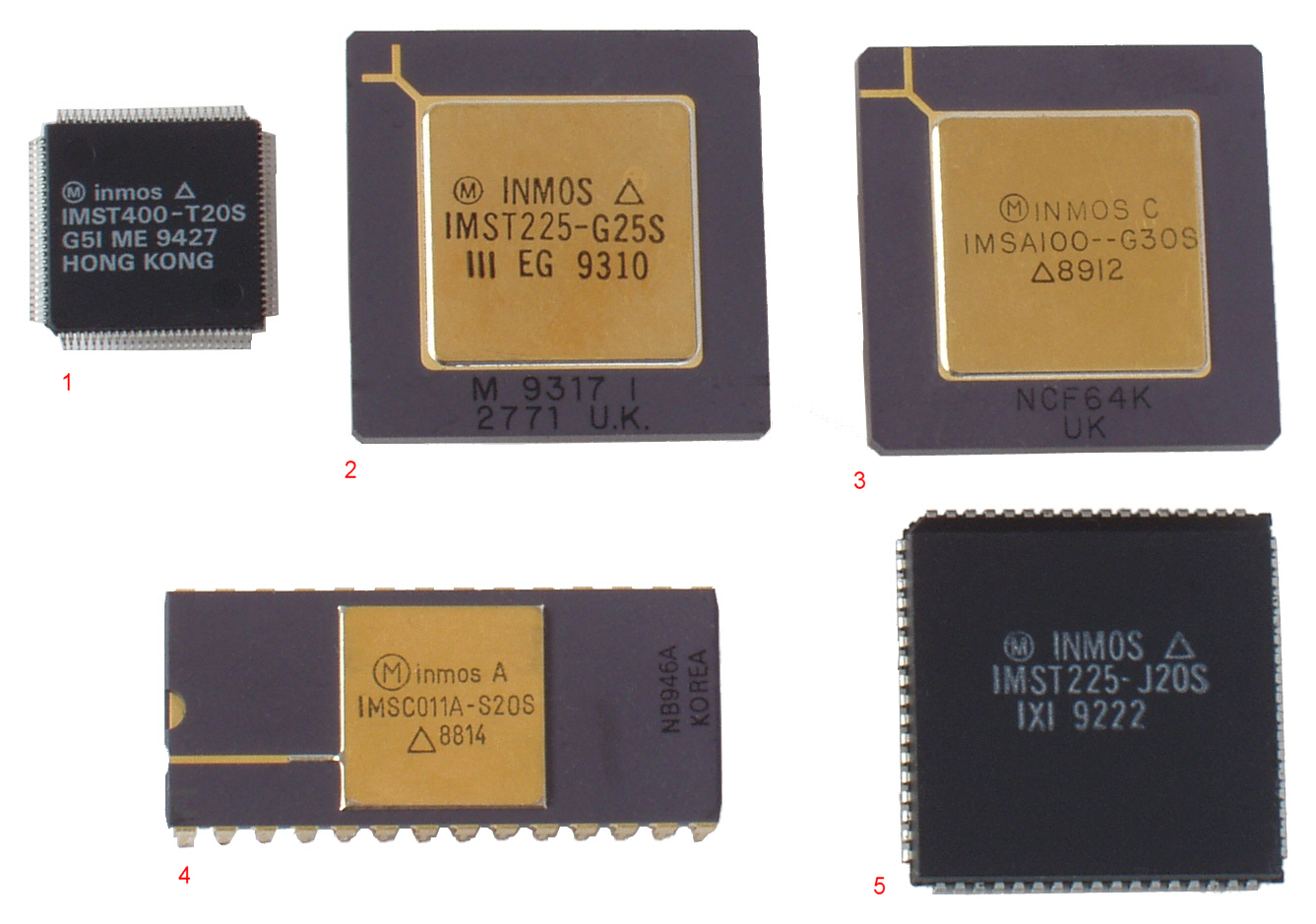
Transputer

Transputer (ang. transistor + computer) – mikrokomputer w jednym układzie scalonym. Zaprojektowany specjalnie do obliczeń równoległych (szybka komunikacja i łatwość połączenia z innymi transputerami). Był odpowiedzią na potrzebę prostych, tanich i bardzo szybkich układów, które można by zastosować w superkomputerach – ówczesne procesory były zbyt wolne i trudne w tworzeniu konstrukcji wieloprocesorowych. Transputery mogły wewnętrznie pracować z częstotliwością wielokrotnie wyższą od procesorów z tamtego okresu, a zastosowane w nich koncepcje przetwarzania równoległego są wykorzystywane do dzisiaj w różnych rozwiązaniach procesorów i superkomputerów np. Blue Gene. Wraz z transputerem opracowany został język programowania równoległego occam.
W skład transputera wchodzi procesor typu RISC, wewnętrzna pamięć RAM oraz łącze pamięci zewnętrznej, która umożliwia adresowanie w przestrzeni 4 GB. Do komunikacji z innymi transputerami wykorzystywane są cztery kanały DMA.
Pierwszym modelem transputera był T-414 z 1985 zbudowany przez angielską firmę Inmos. Zawierał on 32-bitowy procesor oraz 2 kB pamięci RAM. Jego następcą był T-800, w skład którego wchodziła także jednostka zmiennoprzecinkowa zgodna ze standardem IEEE 754. W 1994 powstał model T-9000 wyposażony w 16 kB pamięci, 64-bitową jednostkę zmiennopozycyjną oraz kanały o przepustowości 100 MB/s. Jednak ten projekt doprowadził INMOS na skraj bankructwa i został zarzucony przez jego nowego właściciela – SGS-Thomson.